# Bożejewko
Bożejewko (niem. Hammergut) – kolonia w Polsce położona w województwie zachodniopomorskim, w powiecie choszczeńskim, w gminie Bierzwnik. W latach 1975–1998 miejscowość administracyjnie należała do województwa gorzowskiego. W roku 2007 kolonia liczyła 3 mieszkańców. Miejscowość wchodzi w skład sołectwa Górzno. Najbardziej na zachód położona miejscowość gminy. 

## Geografia
Kolonia leży ok. 1,5 km na północny wschód od Górzna, nad jeziorami Młotkowo i Stobińskie, na Pojezierzu Dobiegniewskim.